# Чаруа
Чаруа је староседелачки народ Јужне Америке у данашњем Уругвају и суседних подручја Аргентине (Ентре Риос) и Бразила (Рио Гранде до Сул). Они су били полуномадски народ који се издржавао риболовом, ловом и сакупљањем.

### Историја
Претпоставља се да су Чаруа расељене ка данашњем Уругвају од стране народа Гуарани пре око 4000 година.
Легенда каже да су Чаруе убиле Шпанског истраживача Хуан Дијаз де Солиса током његовог путовања 1515. године до Рио де ла Плате, али то је контрадикторно закључцима истраживача који тврде да овај народ није био канибалистички настројен и да су то заправо урадили Гуарани народ. Касније, доказано је да није било директног сведочења том моменту. Доласком Европљана, Чаруе, заједно са Чаном, жестоко су се противиле њиховом територијалном нападу. У 18. и 19. веку, Чаруе, суочене са експлоатацијом стоке која снажно обликује њихов начин живота што узрокује глад и тера их да се ослањају на краве и овце. Нажалост, они су у тој епохи све више приватизовани. Нападе су одбијали досељеници који су слободно пуцали на све староседеоце. Касније, Фруктуосо Ривера (први уругвајски председник) је организовао геноцид над Чаруанцима. Од 11. априла 1831. године, када је започета кампања Салсипуедес (што значи „бежи ако можеш“) од стране Бернабе Ривере, нећака Фруктуосе Ривере, изјављено је да су Чаруе истребљене. 
Четири преживела Чаруанца су заробљена током Салсипуедеса. Они су били Сенакуа Сенакуе, излечитељ; Валмака-Пиру Сира, ратник; и млади пар, Лауреано Такуаве Мартинез и Мариа Микаела Гујунуса. Сво четворо је одведено у Париз, Француску и 1833. године су изложени јавности. Убрзо су сви умрли у Француској, укључујући и малу ћеркицу родитеља Сире и Гујунусе, коју је усвојио Такуаве. Име детета је било Мариа Моника Микеала Игулдад Либертад од Чаруа, али је заведена у Француској као Каролина Такуаве. Споменик, Los Últimos Charrúas (последњи Чаруанци) је подигнут у Монтевидеу, Уругвај.
Од 80-их - након последње диктатуре Уругваја - група људи јавно објављује своје Чаруанско порекло.

### Заоставштина
Много тога има непознатог о Чаруанцима због њиховог раног брисања из Уругвајске историје. Једини документи који су преживели, а тичу се Чаруанаца, су списи Шпанских истраживача, археолога и антрополога.
Уругвајци себе називају „чаруе" у контексту надметања или борбе против страног тела. У ситуацијама у којим Уругвајци искажу храброст упркос инфериорности, израз "одлучност Чаруанска“ се користи за победу приликом суочавања са сигурним поразом.
Након Салсипуедеса, Чаруа престају да постоје као нација. Верује се да више не постоји чистокрвни Чаруанац, иако се налазе физички и генетски трагови међу становништвом Ургваја. Према попису Аргентине из 2001. године, налази се 676 Чаруанаца (већина их има мешано порекло) који живе у провинцији Ентре Риос.
Чаруанско гробље налази се у Пириаполису, у округу Малдонадо.
Уругвајски национални тим има надимак „Лос Чаурас“ (шп. Los Charrúas) и локални рагби клуб у Порто Алегреу је назван по овом народу: рагби клуб Чаруа.
Чаруа је такође име Бразилског војног тенка за транспорт пешадије.
1888. године је објављена епска песма табаре, аутора Хуан Зориља де Сан Мартина, у којој се ради се Чауранцу и његовој љубави ка Шпанкињи.
Улица у Монтевидеу у насељима Покитос и Кордон носи име Чаруа.